# سديم دولاب الهواء

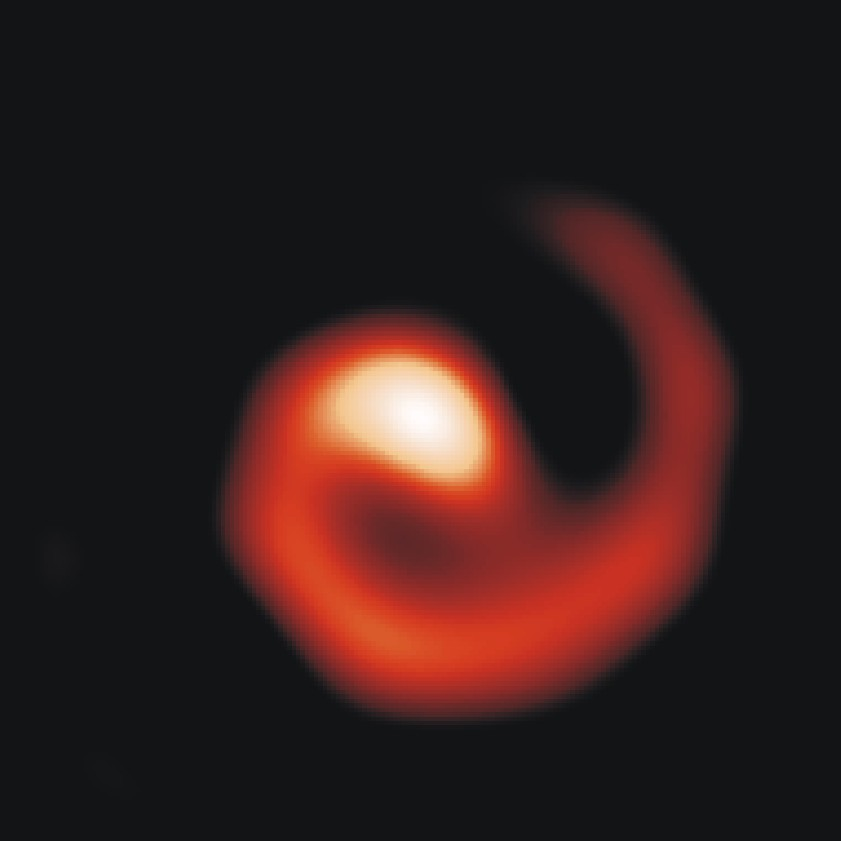
الشكل الحلزوني لذيل النجم وولف-رايت 104

سديم دولاب الهواء السديم الحلزوني أو سديم المروحة هي منطقة سديمية على شكل دولاب الهواء.مصطلح «سديم دولاب الهواء» هو تسمية خاطئة قديمة تستخدم من قبل المراقبين قبل إدوين هابل الذي أدرك أن العديد من أشكال هذه السدم الحلزونية كانت في الواقع «جزر كوكنية» أو ما نسميه الآن المجرات.

## نجوم وولف-رايت
بعض نجوم وولف-رايت محاطة بسديم دولاب الهواء. تتكون هذه السدم من الغبار الذي ينبعث من نظام النجم الثنائي. تتصادم الرياح النجمية للنجمين وتشكل ممرين غبارين يتدفقان إلى الخارج مع دوران النظام.
الذيل الملتوي لنجم وولف-رايت 104 هو الأول من نوع جديد من السدم النجمية تعرف الآن بسدم دولاب الهواء.

## وصلة خارجية
- Pinwheel Galaxy from ESA/Hubble